# هامور

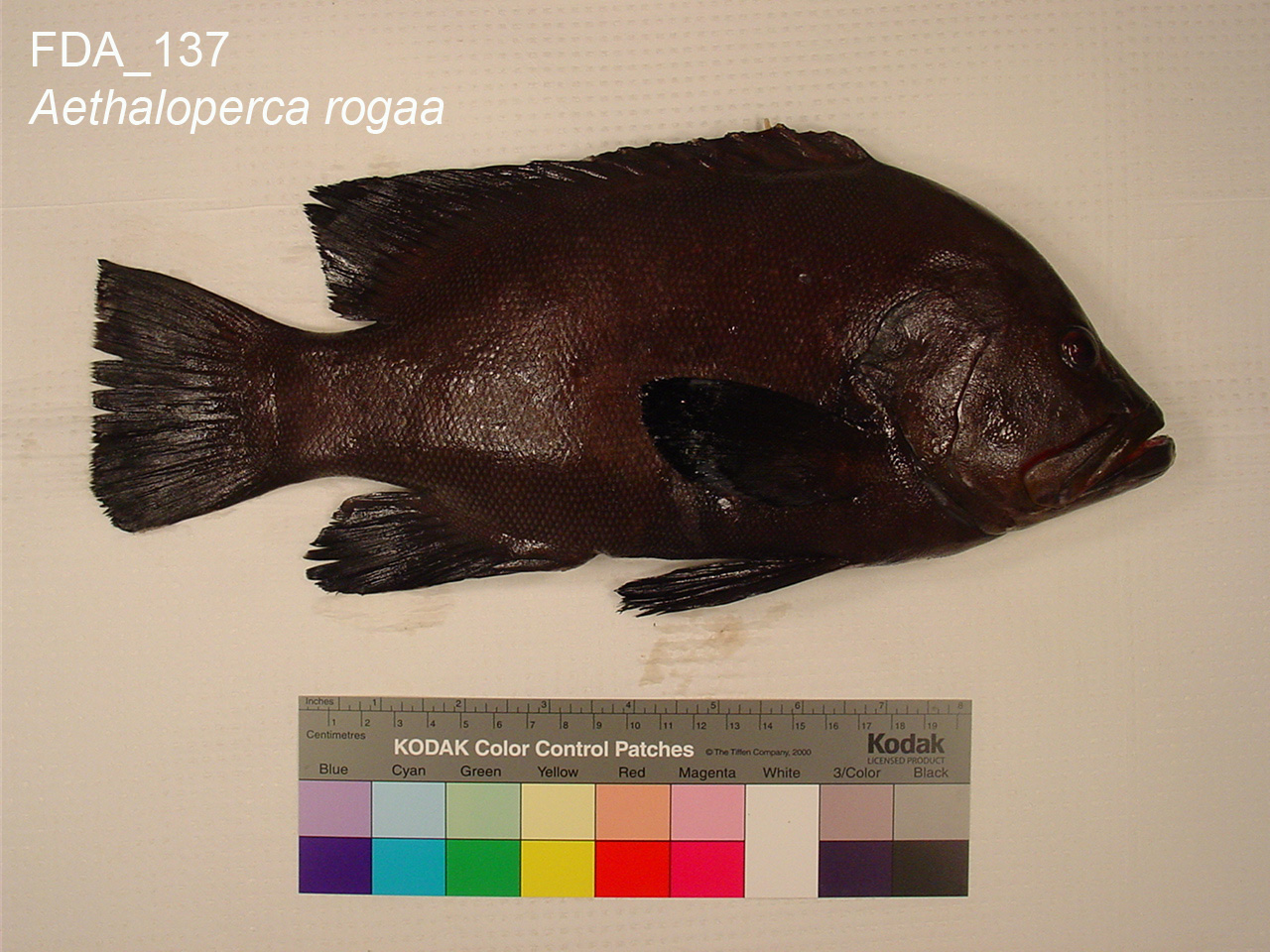
هامور سیاه

 ماهی هامور  (Aethaloperca rogaa) نام نوعی ماهی است که اندازه متوسط آن ۴۵ سانتیمتر و حداکثر طول آن ۱۵۰ سانتیمتر است.
در فارسی آن را هامور سیاه نیز می‌گویند.

## مشخصات
رنگ بدن این ماهی قهوه‌ای تیره همراه لکه‌های سیاه است ، داخل دهان و فضای آبششی سرخ رنگ می‌باشد، ارتفاع بدن بیشتر از طول سر و باله پشتی دارای ۹ شعاع سخت و ۱۷ تا ۱۸ شعاع نرم می‌باشد. باله مخرجی دارای ۳ شعاع سخت و ۹ شعاع نرم و باله دمی تخت می‌باشد. دهان بزرگ و دارای ۳ یا ۴ ردیف دندان بر روی فک پائین، بدن پوشیده از فلس‌های شانه‌ای، خط جانبی دارای ۴۸ تا ۵۵ عدد فلس می‌باشد.
این ماهی روی بسترهای سخت و مناطق سنگی و صخره‌ای مرجانی از عمق ۳ تا ۶۰ متر زیست کرده و از ماهیان کوچک و سخت‌پوستان تغذیه می‌نماید.
در خلیج فارس ایران از این نوع ماهی یافت می‌شود.
وسایل صیدی که برای این نوع ماهی استفاده می‌شود عبارت است از گرگور، قلاب دستی و ترال کف.
این ماهی را می‌توان در کنار صخره‌هایی که نزدیک به ساحل است پیدا کرد.
طریقهٔ صید این ماهی با قلاب بدین گونه است که ماهی کوچکی را به قلاب ببندند و بدون استفاده از وزنه یا سرب آن را بداخل آبی که در نزدیکی صخره‌ها وجود دارد بیندازند تا به آرامی و آهسته آهسته زیر آب برود و برای ماهی هامور این تصور به وجود بیایید که ماهی کوچک زنده است.